# Fleet Marine Force, Pacifique
La Force maritime des États-Unis, Pacifique (FMFPAC) est la plus grande force de débarquement maritime au monde. Ses unités sont réparties dans l'océan Pacifique et relèvent du United States Pacific Command. Elle est basée au MCB Camp HM Smith (Hawai) et dirige et commande tous les éléments subordonnés de la Marine Expeditionary Strike Force et des composants du Marine Air-Ground Task Force qui suivent dans le cadre des 3e, 5e et 7e flottes et des Marine Corps Forces, Pacific (MARFORPAC). Le général commandant des forces du Corps des Marines du Pacifique est affecté en tant que général commandant des forces marines de la flotte du Pacifique. Le FMFPAC est sous le contrôle opérationnel du commandant de la flotte américaine du Pacifique (COMPACFLT), lorsqu'il est déployé.
Le FMFPAC a été créé par le général «Howling Mad» Smith en 1944 pour prendre le commandement de très grandes nombre de forces de l'USMC déployées dans le Pacifique, à l'époque de l'ordre de 500 000 hommes.

## Organisation
Relevant directement du général commandant la Fleet Marine Force, Pacific (CG FMFPAC), les généraux commandants de deux forces expéditionnaires marines (I MEF et III MEF), les commandants généraux de deux brigades expéditionnaires marines (1er MEB et 3e MEB), et les commandants de quatre unités expéditionnaires des Marines (11e, 13e, 15e et 31e MEU).
Le général commandant la I MEF, exerce le contrôle opérationnel sur la 1re Division des Marines, la 3e Escadre aérienne des Marines et le 1er Groupe logistique des Marines, tandis que le général commandant, III MEF, exerce le contrôle opérationnel sur la 3e division des Marines, la 1re escadre aérienne des Marines, et le 3e Groupe Logistique des Marines.

## Hiérarchie des unités de la Flotte Marine Force

### Commandant de la flotte américaine du Pacifique (COMPACFLT)
Camp HM Smith Salt Lake, Hawaï

#### Forces maritimes du Pacifique (MARFORPAC)
| Force de débarquement, troisième flotte (LF3F) | Force de débarquement, troisième flotte (LF3F) | Force de débarquement, troisième flotte (LF3F) |
| ---------------------------------------------- | ---------------------------------------------- | ---------------------------------------------- |
| Task Force 36                                  |                                                | Naval Base Point Loma San Diego, Californie    |
| Task Force 39                                  |                                                | Naval Base Point Loma San Diego, Californie    |
| I Marine Expeditionary Force                   |                                                | MCB Camp Pendleton Californie, États-Unis      |

#### Forces marines centrales (MARCENT)
| Force d'atterrissage, cinquième flotte (LF5F) | Force d'atterrissage, cinquième flotte (LF5F) | Force d'atterrissage, cinquième flotte (LF5F)        |
| --------------------------------------------- | --------------------------------------------- | ---------------------------------------------------- |
| Task Force 56                                 |                                               | Activité de soutien naval Bahreïn Royaume de Bahreïn |
| Task Force 59                                 |                                               | Activité de soutien naval Bahreïn Royaume de Bahreïn |
| I Marine Expeditionary Force                  |                                               | MCB Camp Pendleton Californie, États-Unis            |
| III Marine Expeditionary Force                |                                               | Camp Courtney Okinawa, Japon                         |

#### Forces maritimes, Corée (MARFORK)
| Force d'atterrissage, septième flotte (LF7F) | Force d'atterrissage, septième flotte (LF7F) | Force d'atterrissage, septième flotte (LF7F)               |
| -------------------------------------------- | -------------------------------------------- | ---------------------------------------------------------- |
| Task Force 76                                |                                              | Activités de la flotte américaine Yokosuka Yokosuka, Japon |
| Task Force 79                                |                                              | Activités de la flotte américaine Yokosuka Yokosuka, Japon |
| III Marine Expeditionary Force               |                                              | Camp Courtney Okinawa, Japon                               |